# Chasor
Chasor, Hazor (hebr. תל חצור, Tel Chacor) – ruiny starożytnego miasta kananejskiego położone na północ od Jeziora Tyberiadzkiego w Górnej Galilei, na północy Izraela. Leży przy kibucu Ajjelet ha-Szachar, przy drodze z Rosz Pinna do Kirjat Szemona.
We współczesnych czasach prowadzono tam liczne wykopaliska archeologiczne, zapoczątkowane w 1955 przez Jamesa Edmonda de Rothschild. Wyniki badań zostały ogłoszone przez Israel Exploration Society w postaci pięciotomowej publikacji. Dla zabezpieczenia tego miejsca utworzono Park Narodowy Chasor. W 2005 Chasor umieszczono na liście Światowego Dziedzictwa UNESCO, jako część Biblijne Tel – Megiddo, Chasor, Beer Szewa.

## Historia
Ślady osadnictwa na terenie Chasor sięgają wczesnej epoki brązu, pierwszej połowy III tysiąclecia p.n.e. Miasto przeżyło kryzys w drugiej połowie III tysiąclecia p.n.e., powróciło do znaczenia w I połowie następnego tysiąclecia. W okresie od XVIII do połowy XIII wieku p.n.e. Kanaan był państwem lennym Starożytnego Egiptu. Pierwsze wzmianki o Chasor pochodzą z XV wieku p.n.e., kiedy zostało ono wymienione jako miasto, którego król Abdi-Tirshi przysiągł lojalność faraonowi Tutmozisowi III (świątynia Amona w Karnaku) oraz w listach z Amarny.  Było wtedy największym miastem północnego Kanaanu, o ogromnym znaczeniu strategicznym. Zamieszkiwało je 30–40 tys. ludzi, a rozwojowi sprzyjało też korzystne położenie przy szlaku handlowym Via Maris.
Księga Jozuego opisuje Jabina, króla Chasoru, który stanął na czele wojsk walczących z Izraelitami. Ostatecznie Jozue zdobył i zniszczył miasto. Badania archeologiczne potwierdzają zniszczenie w XIII w. p.n.e., jednak nie dają odpowiedzi, kto był jego sprawcą. Księga Sędziów opisuje kananejskiego króla Jabina, który przeciwstawił się Izraelitom, został jednak pokonany przez Baraka. Naukowcy uważają, że Chasor i Jabin są tym samym miastem zdobytym przez Izraelitów, którym sukces ten utorował drogę do podboju całego Kanaanu.
Wykopaliska archeologiczne sugerują, że Chasor zostało odbudowane ze zniszczeń jako niewielka wieś. 1 Księga Królewska opisuje, że król Salomon wybudował i umocnił miasta Chasor, Gezer i Megiddo. Jednak analiza stylu architektonicznego i cech ceramiki z wykopalisk wskazuje, że w rzeczywistości wydarzyło się to na początku IX wieku p.n.e., czyli podczas panowania Omriego. Metoda datowania radiowęglowego również potwierdza to datowanie. W zachodniej części Chasor powstała wówczas twierdza króla Achaba. Z tego okresu pochodzą pozostałości sześciu bram wjazdowych i budynki administracyjne. Chasor cieszyło się dobrobytem w czasach Achaba i Jeroboama II, aż do czasu ostatecznego zniszczenia w 732 p.n.e. przez Asyryjczyków.
Nigdy nie wróciło do dawnego znaczenia; od VII do II wieku p.n.e. ograniczało się do cytadeli na zachodnim krańcu dawnego miasta. Ostatnia historyczna wzmianka mówi, że na równinie Chasor Jonatan Machabeusz walczył w 147 p.n.e. przeciwko Demetriuszowi.

## Archeologia
Chasor było jednym z największych miast starożytnego Izraela. Obszar miasta zajmował ponad 200 akrów.
Pozostałości starożytnego miasta po raz pierwszy zidentyfikował w 1875 J.L. Porter. W 1928 brytyjski archeolog John Garstang przeprowadził pierwsze ograniczone prace archeologiczne. W latach 1956–1958 oraz 1968–1970 wykopaliska przeprowadził archeolog izraelski Jigael Jadin. Badania te prowadzone oficjalnie przez Uniwersytet Hebrajski finansowane były przez rodzinę Rothschildów.
Wykopaliska wyraźnie ukazały dwie części miasta: północną (akropolis) i niżej położoną miasta ufortyfikowanego. Jest to obszar, na którym odkryto pozostałości umocnień z okresu kananejskiego, z którego zachował się także ołtarz. Ruiny dużego zamku z bramą i składami pochodzą z późniejszych (izraelskich czasów). Wodociągi miejskie prawdopodobnie powstały w czasach Achaba.
Starożytne zabytki są wystawione w muzeum, przy wjeździe do kibucu Ajjelet ha-Szachar.

## Park narodowy
Dla zapewnienia ochrony tego miejsca utworzono Park Narodowy Chasor; czas jego zwiedzania  wynosi 1–3 godziny; najlepszą porą jest wiosna i zima.

## Galeria

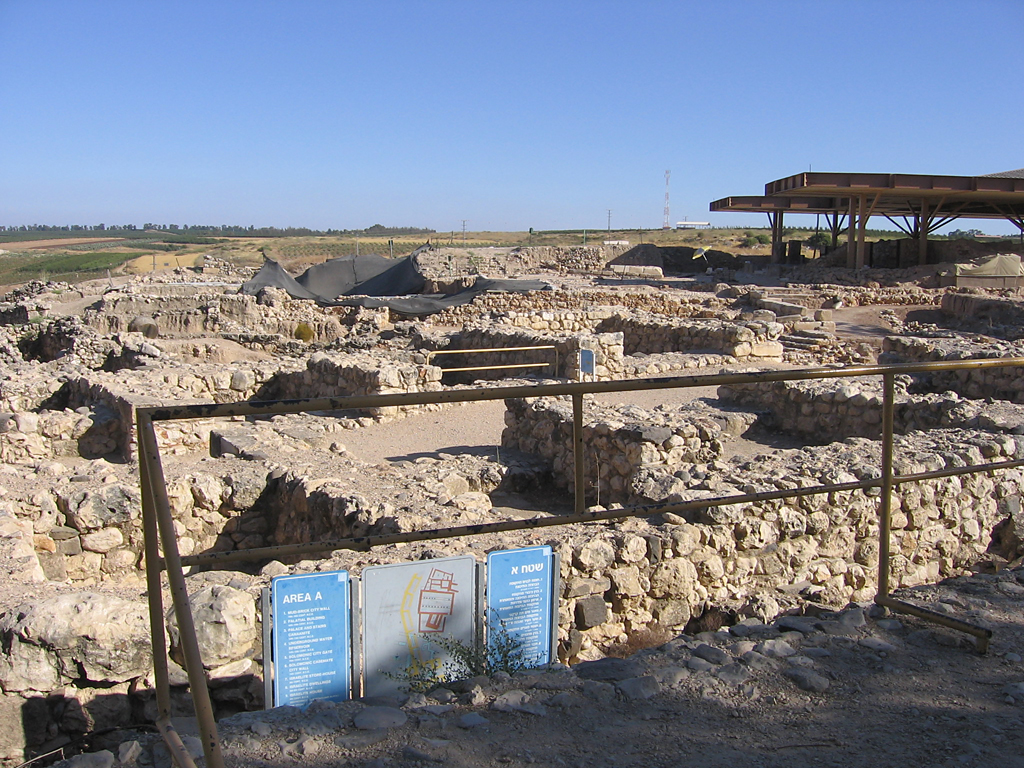
Wykopaliska w Chasor.
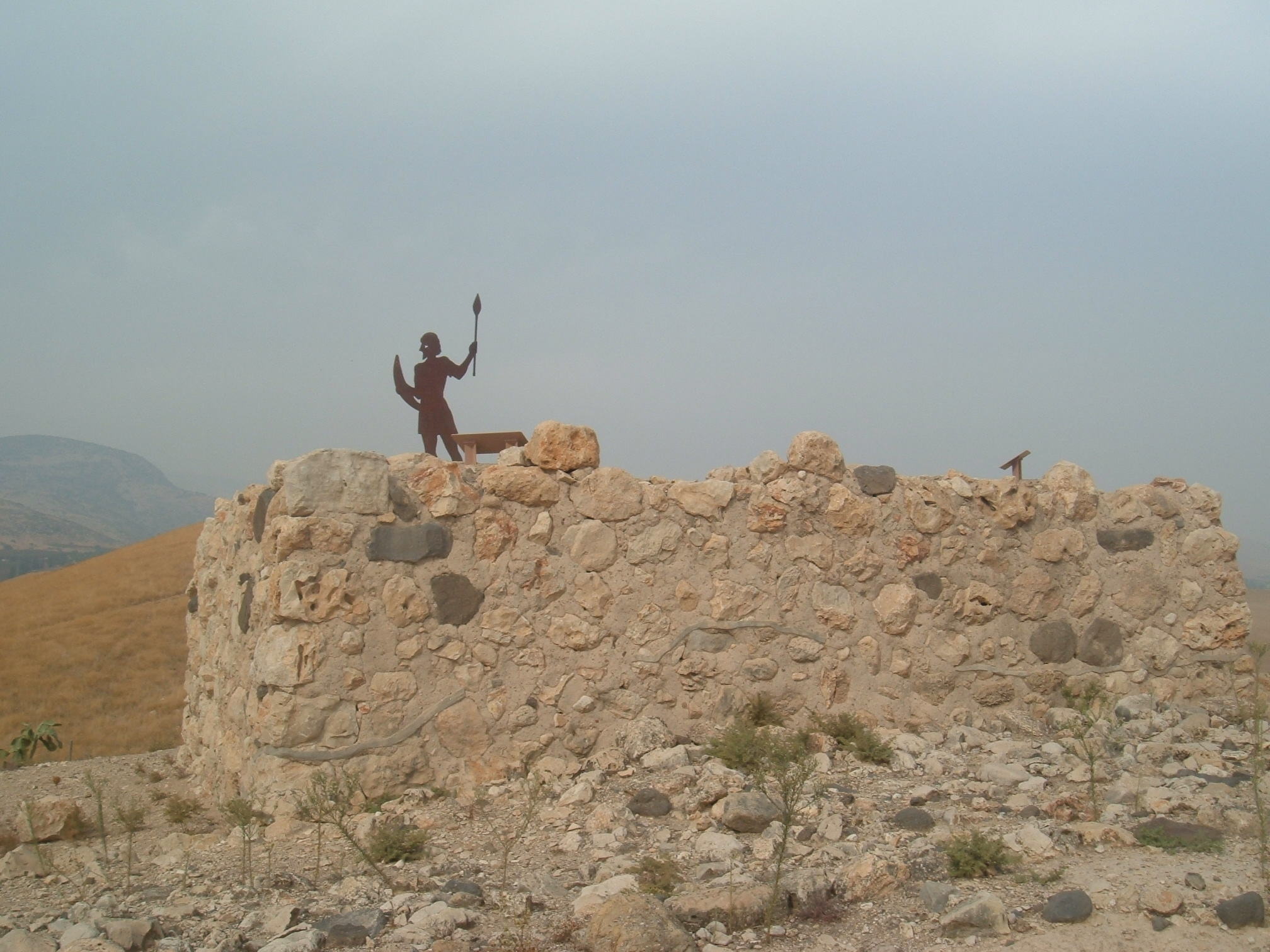
Izraelska forteca w Chasor.
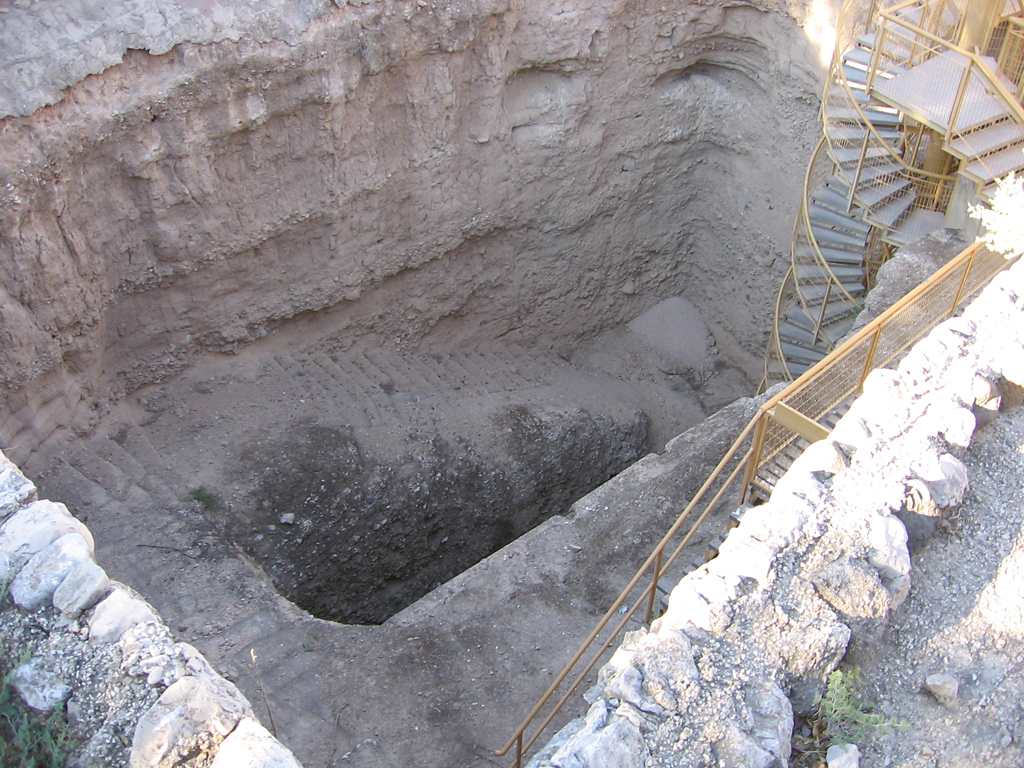
Wodociągi w Chasor.